# Orde van Sint-Anna
De Orde van Sint-Anna (Duits: Sankt Annen-Orden; Russisch: Орден Святой Анны, Orden svjatoj Anny) werd op 14 februari 1735 door hertog Karel Frederik van Sleeswijk-Holstein-Gottorp ingesteld als "Orde van Anna", een ridderorde met een enkele rang en vijftien adellijke leden. De orde is vernoemd naar de heilige Anna, volgens de Bijbel de grootmoeder van Jezus en naamheilige van zijn echtgenote de Russische tsarendochter Anna Petrovna. Toen hertog Peter Ulrich van Holstein-Gottorp als Peter III van Rusland in 1767 de Russische troon erfde werd de Orde een Russische Orde van Verdienste.

## De Orde van Sint-Anna in Holstein-Gottorp
Men kan de Orde dan ook als een hof- of adelsorde beschouwen. De nieuwe ridderorde werd genoemd naar de Heilige Anna, volgens de Bijbel de grootmoeder van Jezus en naamheilige van zijn in 1728 gestorven echtgenote, de Russische tsarendochter Anna Petrovna maar vooral naar zijn machtige schoonmoeder keizerin Anna van Rusland.
Het kleinood was een rood geëmailleerd kruis met daarop een afbeelding van Sint-Anna en de letters "A.I.P.F.", een Latijns anagram dat zowel "Anna dochter van Keizer Peter" betekent als de eerste letters van het motto ""AMANTIBUS JUSTITIAM PIETATEM FIDEM" weergeeft.
Toen hertog Peter Ulrich van Holstein-Gottorp als Peter III van Rusland in 1742 als tsarevitsj naar Rusland reisde waar hij de Russische troon zou gaan erven werd de Orde in Rusland zeer veel uitgereikt.
Keizerin Catharina II zag de orde als een speeltje van haar zoon. Deze kon met zijn orde Russische hoogwaardigheidsbekleders decoreren. De keizerin bemoeide zich ondertussen wel degelijk met het decoratiebeleid van haar zoon. In een brief aan de graaf Panin, opvoeder van Tsarewitsj Paul, schreef ze: "Zeg, misschien, mijn zoon, dat hij, namens mij vandaag, 22 september, de in de strijd verwonde gouverneur van Smolensk, de Hofmaarschalk, de 6000 mijl van ons verwijderde Gouverneur van Siberië en de herstellende Heer Teplova met zijn Orde decoreert". De keizerin sprak in de brief de hoop uit dat "de gouverneur en zijn omgeving zouden zien dat zij niet werden vergeten", van de kennelijk aan zijn ziekbed gekluisterde heer Teplova hoopte de autocrate dat de decoratie bij zou dragen aan "zijn spoedige herstel".
Paul liet ook kleine kopieën van de Orde vervaardigden, die konden worden vastgeschroefd aan de binnenkant van de greep van een wapen en voor ongewenste ogen worden verborgen.
In 1770 kreeg de latere Russische veldheer Suvorov de Orde van Sint-Anna "met de instemming van Hare Majesteit, door Zijne Keizerlijke Hoogheid tsarevitsj". De toekomstige veldmaarschalk Koetoezov werd in 1789 ook beloond met de Orde van St. Anna.
Pas op de dag van de kroning van Paul op 5 april 1797 werd de Orde van Sint Anna officieel een orde van het Russische Rijk en hield de Orde op een Duits ordeteken te zijn.

## De "Orde van Sint-Anna" in Rusland

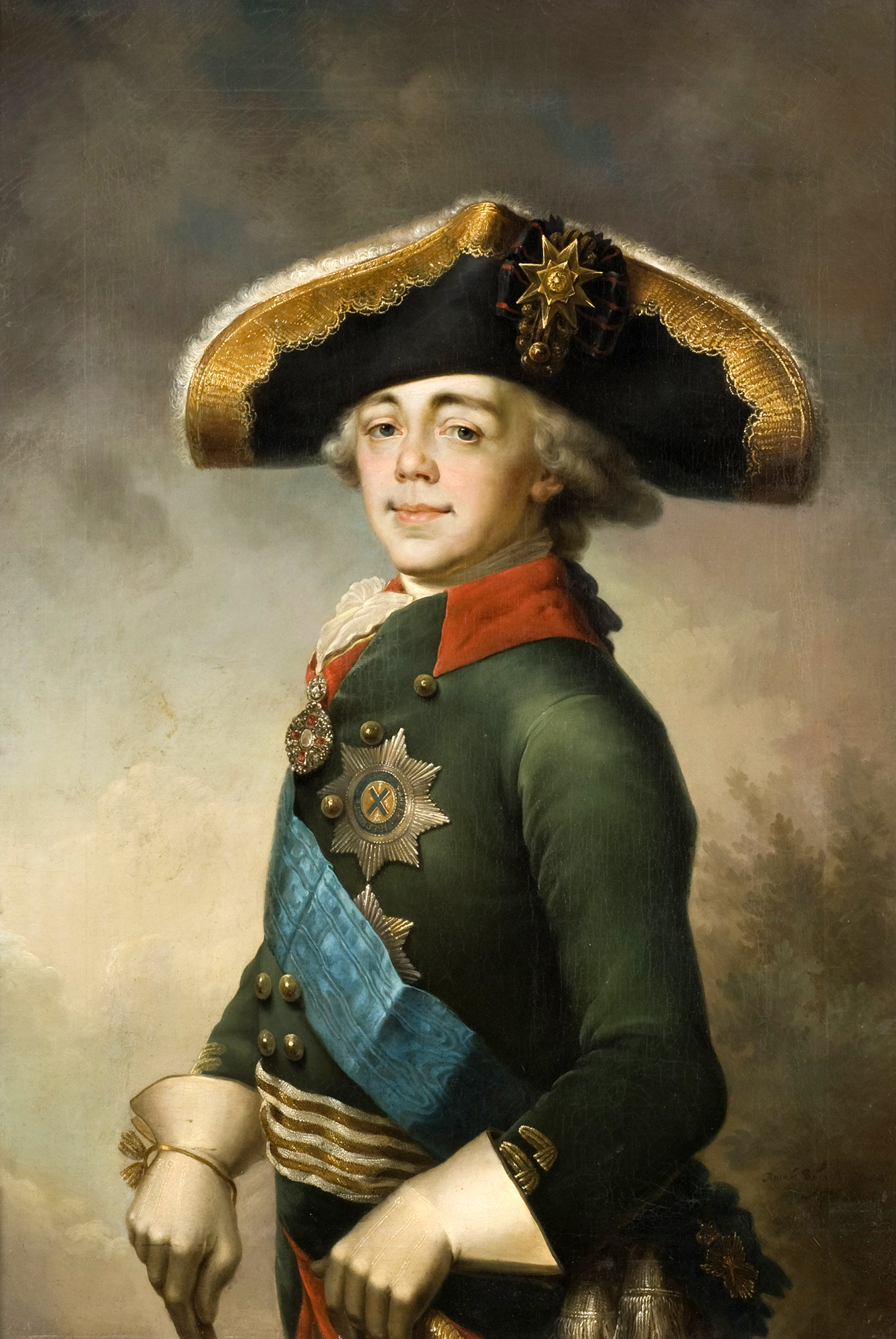
Paul I met het kleinood van de Orde van Sint-Anna om de hals

Op 15 april 1797 maakte Peters zoon, tsaar Paul I van Rusland de Orde in een oekaze formeel tot een Russische Orde van Verdienste. De Orde kreeg nu drie klassen en werd vooral bij ambtsjubilea uitgereikt aan ambtenaren en officieren. De laatsten droegen de Orde dan met gekruiste zwaarden in de armen van het kruis of op de ster.
Alexander I van Rusland stelde in 1815 een vierde graad in. Deze werd alleen aan militairen verleend en bestond uit een op de degen afgebeeld kruis van de Orde. 
Een nieuw Statuut werd in 1829 goedgekeurd. De tsaar bevestigde het bestaan van de vier graden, de laagste graad was bedoeld om alleen militaire verdiensten te belonen. In de anciënniteit van de orden van Rusland stond de Orde van Sint-Anna lager dan de Orde van Sint-Vladimir en het was daarmee de laagste orde in de hiërarchie van de orden van het Russische Rijk vóór 1831. In 1831 werd de Poolse Orde van Sint Stanislaus in de hiërarchie van de orden opgenomen. Deze orde kwam op haar plaats nu op de laagste trede van de officiële hiërarchie terecht. De Orde van Sint-Anna werd in de loop van 120 jaar toegekend aan honderdduizenden Russen en ook aan buitenlanders.
Het gebruik om de ridders in de hoogste orden ook ambtshalve het kruis van een lagere orde te laten dragen bestond al in de 18e eeuw. In de 19e eeuw werd het geregeld door een Oekaze van Tsaar Nicolaas I van Rusland van 1 september 1845. Deze Oekaze is tot de val van de laatste Tsaar in 1917 van kracht gebleven.
De Oekaze stelde de volgende draagwijzen vast:
- Ridders in de Orde van Sint-Andreas droegen het kruis van de Orde van Alexander Nevski om de hals en zouden de inmiddels Russisch-Poolse Orde van de Witte Adelaar in het knoopsgat dragen.
- Ridders in de Orde van Alexander Nevski droegen de Orde van de Witte Adelaar om de hals en het kruis der Eerste Klasse van de Orde van Sint-Anna in het knoopsgat.
- Ridders in de Orde van de Witte Adelaar droegen de Orde van Sint-Anna om de hals en het kruis der Eerste Klasse van de Orde van Sint-Stanislaus in het knoopsgat.
- Ridders-grootkruis in de Orde van Orde van Sint-Anna droegen het kruis der Eerste Klasse van de Orde van Sint-Stanislaus in het knoopsgat[2].

Tsaar Nicolaas I stichtte voor de onderofficieren nog een vijfde graad.

## De graden van de Orde van Sint-Anna
- Eerste Klasse

De grootkruisen droegen het kruis van de Orde aan een breed lint over de linkerschouder en de ster op de rechterborst.
- Tweede Klasse

De commandeurs droegen het kruis aan een lint om de hals en de ster op de rechterborst.
De leden van de keizerlijke familie waren, of zijn, geboren commandeurs in deze Orde.
- Derde Klasse

Deze in 1815 door Tsaar Alexander I ingestelde graad verving de eerdere Derde Klasse zoals die op het zwaard werd gedragen. De nieuwe klasse, Ridder genoemd, droeg alleen het kruis aan een lint op de linkerborst.  Het lint werd in het knoopsgat bevestigd. In de loop van de 19e eeuw werd het gebruikelijk om het lint als een vijfhoek te vouwen en op de borst te spelden.
- Vierde Klasse

De ridders droegen een klein geëmailleerd en met een gouden tsarenkroon verhoogd gouden schild met het rode kruis van de Orde van Sint-Anna binnen een rode band. Dit plaatje werd met een schroef op de binnenkant van de stootplaat van hun sabel gemonteerd. Niet-christenen droegen in plaats van het kruis een zwart geëmailleerd gouden medaillon met het Russische wapen. De Tsaar regeerde over vele volkeren en deze gebruikten zeer verschillende wapens. Daarom werden ook kromzwaarden en dolken met het schildje versierd. Bij de zwaarden en sabels werd een Portepée van het lint van de Orde van Sint-Anna aan het handvat van de sabel geknoopt.
Het ereteken van de Heilige Anna (Russisch "Знакъ отличия св. Анны") werd door Paul I gesticht voor 20 jaar trouwe dienst als onderofficier of soldaat. De onderscheiding werd ook voor dapperheid of bijzondere verdiensten toegekend en was bijzonder in tel omdat de drager niet, zoals zijn kameraden geregeld overkwam, met de knoet of de zweep mocht worden geslagen. In 1804 werden de dragers ook vrijgesteld van het betalen van belasting. Paul I verleende veertigduizend medailles en Alexander I zelfs honderdvijftienduizend. Het kleinood was een medaille met een kruis van de Orde van Sint-Anna op de voorzijde en een nummer op de achterzijde. Tsaar Nicolaas I maakte de medaille tot Vijfde Klasse van de Orde van Sint-Anna.
De officieren (ambtenaren) van de Orde droegen een gekroonde gouden medaille met het kruis van Sint-Anna aan een lint op de linkerborst.

## De versierselen van de Orde

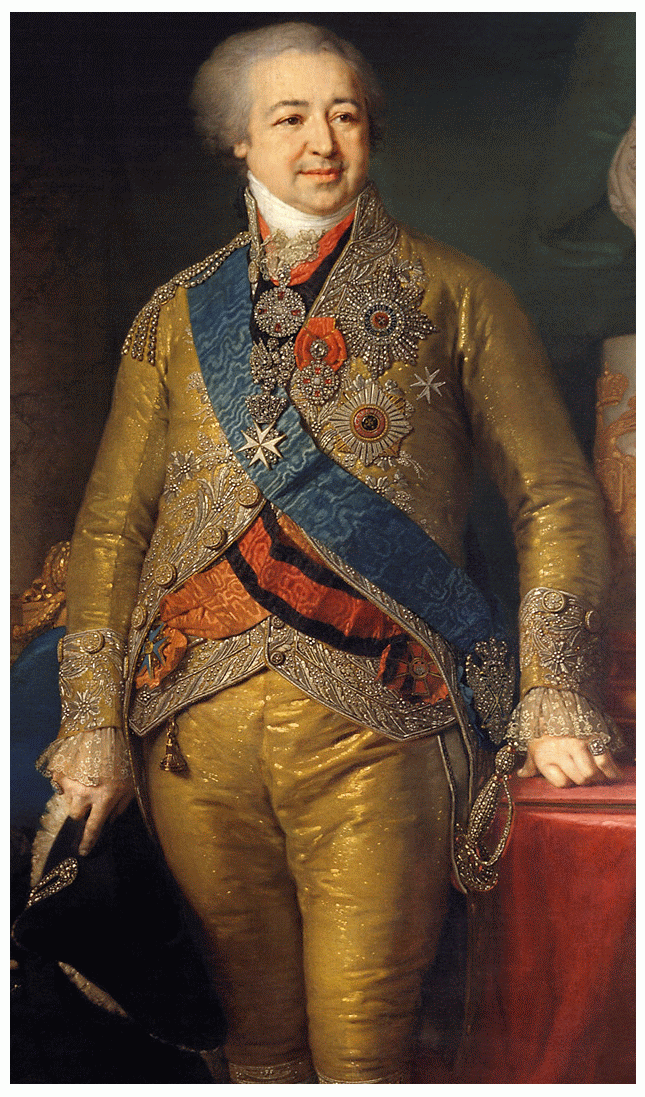
Prins Kuropotkin met een met diamanten versierd kruis van de Orde van Sint-Anna om de hals

Het kleinood van de Orde is een gouden roodgeëmailleerd kruis pattée met viermaal drie gouden vuurslagen in de armen. Het medaillon laat een geschilderde vrouwenfiguur, Sint-Anna voorstellend, in een landschap zien. Het kruis kon met een keizerskroon als verhoging worden uitgereikt.
De ster was van zilver en had acht punten. Op de rode band van het medaillon hielden twee gouden engeltjes een tsarenkroon vast en stond in gouden letters "AMANTIBUS JUSTITIAM PIETATEM FIDEM" (Latijn: voor vrienden van recht, vroomheid en geloof). In het gouden medaillon was een breed rood kruis gelegd. Niet-christenen moesten het met een zwarte Russische adelaar doen.
De Eerste en Tweede Klasse werden ook met briljanten toegekend maar tussen 1828 en 1874 kregen de Russische grootkruisen die een bijzonder eerbewijs werd gegund hun kruisen niet met edelstenen maar met een tsarenkroon boven het medaillon van hun ster of boven hun kleinood. Niet-christenen kregen de onderscheiding met een adelaar in plaats van de afbeelding van de Heilige Anna toegekend. Sinds 1845 werd de Vierde Klasse ook wanneer men bevorderd was steeds op de linkerborst gedragen. De Derde Klasse kan als bijzonder eerbewijs met een rozet of aan een strik op het lint worden bevestigd en op de sabel van de Vierde Klasse kan ook de tekst "voor dapperheid" worden geschreven.
De Tweede en Vierde Klasse konden door een commanderende generaal worden uitgereikt maar alleen de tsaar kon de grootkruisen en de versierde sabels toekennen.
In de late 19e eeuw ontstond in Sint-Petersburg de mode om de armen van de kruisen met glas of kristallen te bezetten. Men vond dat de decoratie dan mooier glansde. Deze niet-reglementaire vorm van het dragen van onderscheidingen werd door de tsaar oogluikend toegelaten. Net als het kruis van de Orde van Sint-Vladimit ontstond de mode om de armen van het kruis zwart, in plaats van het voorgeschreven rood, te laten emailleren. Deze kruisen zijn particuliere opdrachten die in opdracht van de garde-officieren door Petersburgse juweliers werden vervaardigd. De Tsaar trad niet tegen deze modegril op.
In 1844 bepaalde Tsaar Nicolaas I van Rusland dat een lid van de orde die eerst zijn kruis IIIe Klasse "met de Zwaarden" had ontvangen voor dienst op het slagveld en later voor verdiensten in vredestijd werd bevorderd tot de Ie of IIe Klasse het commandeurs- of grootkruis van de orde met twee gekruise zwaarden op de bovenste kruisarm mocht dragen. Op de ster werden de gekruiste gouden zwaarden op de stralen boven het medaillon bevestigd. Deze aan de Duitse traditie van "Zwaarden aan de ring" ontleende bepaling bleef alleen tijdens het leven van Tsaar Niciolaas I gelden. Zijn opvolger schafte de gekruiste zwaarden op het kruis weer af.
Het lint van de Orde is rood met een gele streep.
De Orde werd in de Eerste Wereldoorlog duizenden malen verleend maar in 1918 door de Sovjets afgeschaft. De sterk vereenvoudigde versierselen waren toen al niet meer van goud maar van gewalst staal of verguld koper.

De verbannen Romanov pretendenten van de tsarentroon bleven zich grootmeester van de Russische orden noemen en verleenden de Orde van Sint-Anna ook in hun ballingschap. Ook nu noemt grootvorstin Maria Vladimirovna van Rusland titulair keizerin en autocrate van al de Ruslanden zich de grootmeesteres van deze Orde.

## Versierselen met diamanten
De Eerste en Tweede Klasse werden, als bijzondere gunst of als elegante manier om iemand geld te schenken, door de Tsaar ook met diamanten en robijnen of spinellen toegekend. De ontvanger van een dergelijk versiersel wist dat hij er op kon rekenen dat de juwelier hem desgevraagd de waarde van de edelstenen contant uit zou betalen en de stenen door strass en gekleurd glas zou vervangen. 
Veel onderscheidingen "met diamanten" bevatten dan ook in werkelijkheid namaakstenen. In de 18e eeuw was het nog gebruikelijk om de ridderkruisen, sterren en andere versierselen op eigen initiatief met diamanten en andere edelstenen te laten versieren. Ook de aigrettes en ringen werden met kostbare stenen versierd. Bij de Orde van Sint-Anna leenden vooral rode edelstenen zoals robijnen en spinellen zich voor het versieren van de armen van het kruis. Bij de Orde van Sint-Vladimir was het de ridders uitdrukkelijk verboden om hun kruis of ster met edelstenen te versieren maar voor de Orde van Sint-Anna gold een dergelijk verbod niet. 
Op portretten uit vooral de 18e en vroege 19e eeuw lieten de Russische magnaten zich met kostbaar ingelegde onderscheidingen afbeelden. In de loop van de 19e eeuw gingen heren zich eenvoudiger kleden. Men zag de met diamanten en robijnen versierde kruisen en sterren steeds minder.
De keerzijde van de kruisen is gesloten. In de 18e en 19e eeuw werden roosgeslepen diamanten achter zilverfolie, in gesloten zettingen geplaatst. In het midden van de achterzijde van de keerzijde van het kruis is een wit geëmailleerd gouden plaatje met daarop het in blauwe emailleverf getekende gekroonde monogram van de stichter afgebeeld.

## De draagwijze van de Orde van Sint-Anna
De versierselen van de Orde van Sint-Anna werden volgens een streng voorgeschreven regel gedragen. De grootkruisen droegen het een hand brede lint over de linkerschouder zodat de strik met het grootkruis op de rechterheup kwam te hangen. Geestelijken droegen het grootlint over beide schouders zodat het grootkruis op de onderbuik hing. Beiden droegen de ster hoog op de linkerborst, ook wanneer zij in plaats van het lint van de Orde van Sint-Anna een ander grootlint droegen.
Men zag Grootkruisen in de Orde van Sint-Anna hun grootkruis ook wel om de hals dragen. Dat gebeurde wanneer zij op de heup een ander grootkruis droegen. In de 18e eeuw werden soms meerdere grootlinten kruiselings gedragen of boven en onder het vest gedragen.  De ster van de Orde van Sint-Anna werd waar nodig op het lint van een andere orde, meestal de Orde van Sint-Andreas, bevestigd.
De commandeurs droegen het kruis van de orde aan een vier vingers breed lint om de hals. De in 1814 ingestelde ridders droegen het kruis aan een klein opgemaakt twee vingers breed lint ter hoogte van het hart op de linkerborst. De IIIe Klasse droeg een kruis op de sabel of dolk en een portépee van het lint van de Orde van Sint-Anna. De Ve Klasse droeg een medaille aan een klein opgemaakt twee vinger breed lint ter hoogte van het hart op de linkerborst.
Wie voor verdiensten op het slagveld de versierselen "met de zwaarden" ontving bleef deze dragen. ook wanneer men later binnen de orde werd bevorderd. Dat go;d ook voor de Eresabel.
Zogenaamde batons, kleine strookjes lint voor op dagelijkse uniformen, zijn in het Tsaristische Rusland niet gedragen. Bij burgers werd de regel voor het dragen van Russische versierselen iets minder scherp gehanteerd. Zij droegen de versierselen in de 19e eeuw steeds vaker als miniaturen aan kleine lintjes of een ketting van fijne schakels. Voor de geklede jas werden met het kruis versierde rozetten van het ordelint of "Fracknici" gekocht.

## Insignia

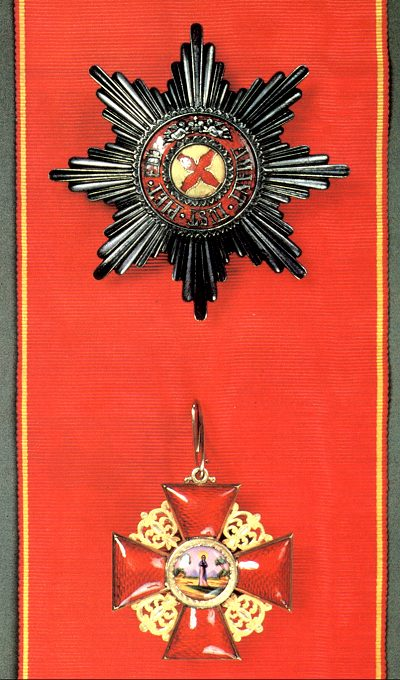
Ster, grootlint en kruis van de orde
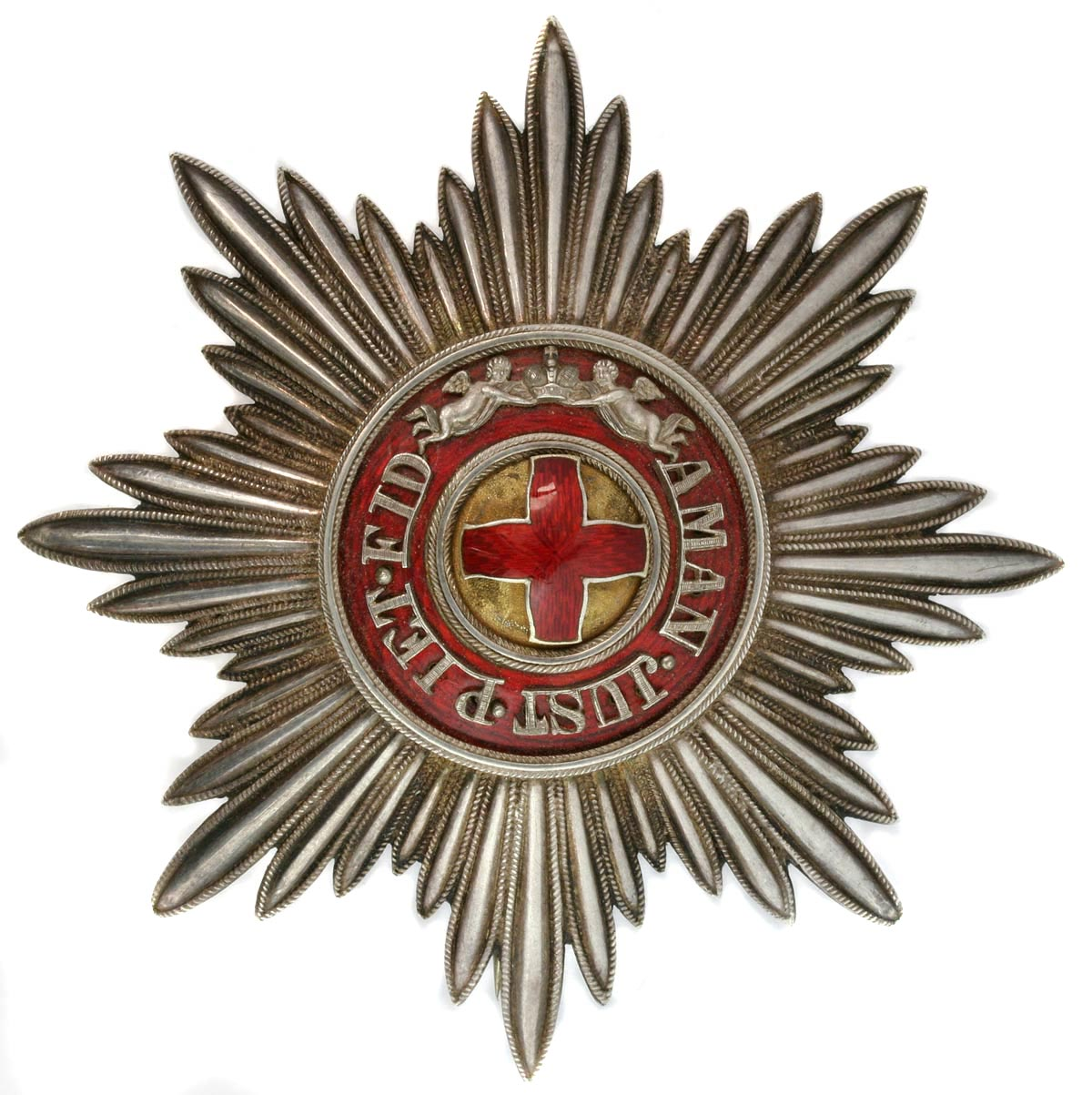
De ster van de Orde van Sint-Anna (1908).
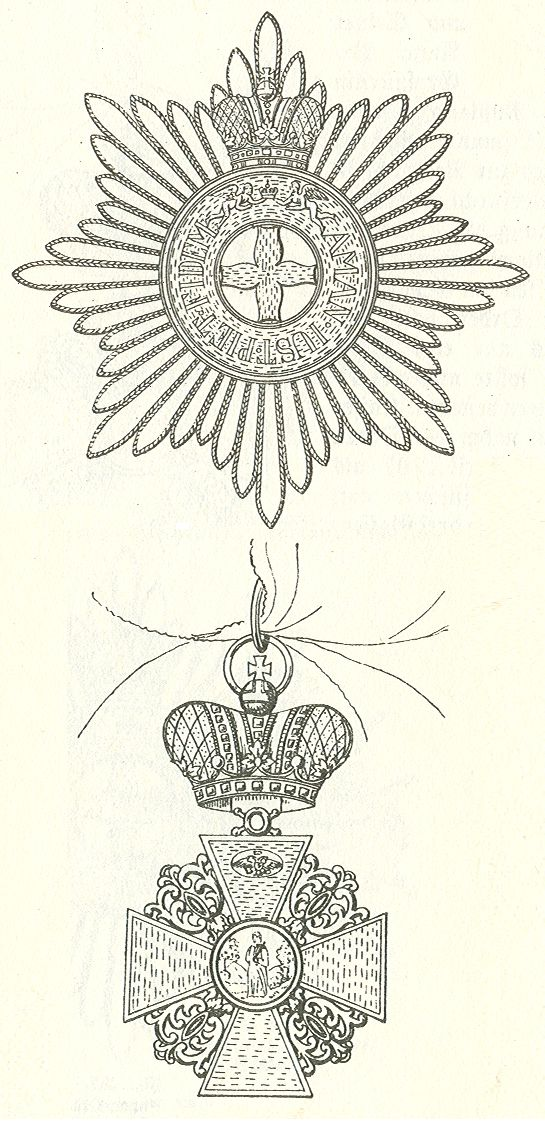
Ster en kleinood volgens Maximilian Gritzner
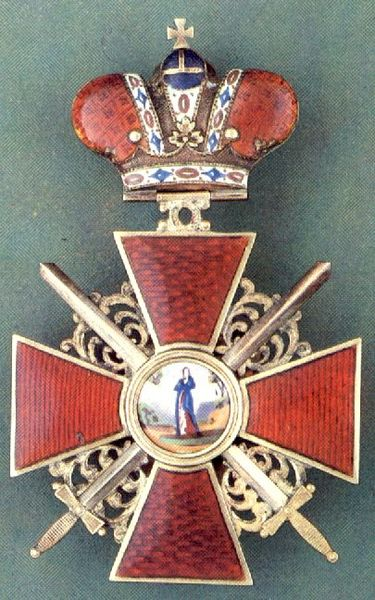
De Tweede Klasse met kroon en zwaarden.
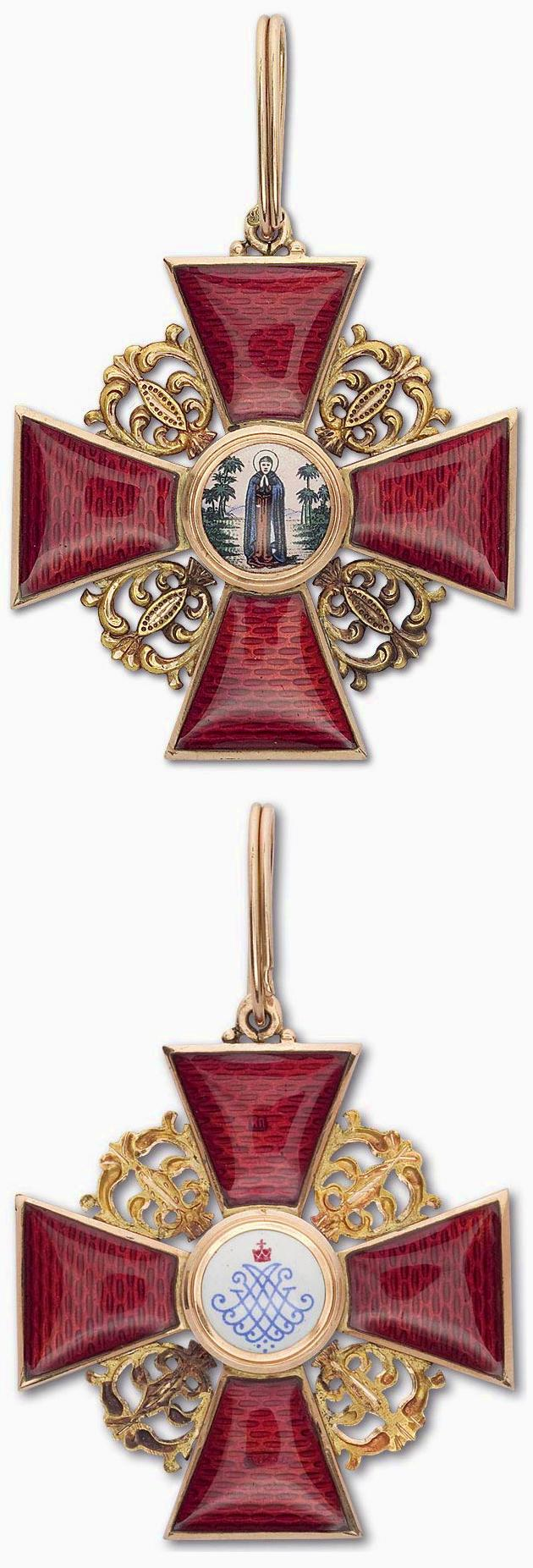
Grootkruis van de Orde van Sint-Anna
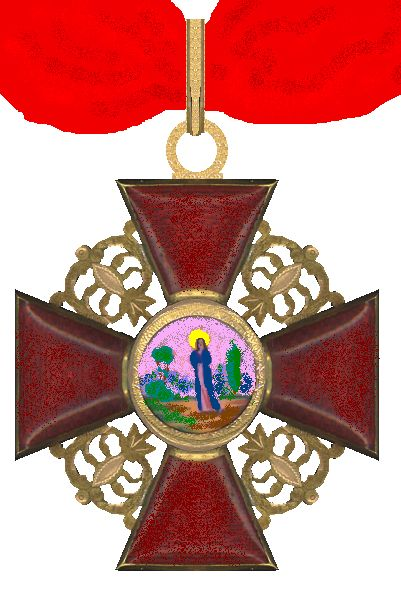
IIIe Klasse van de Orde.
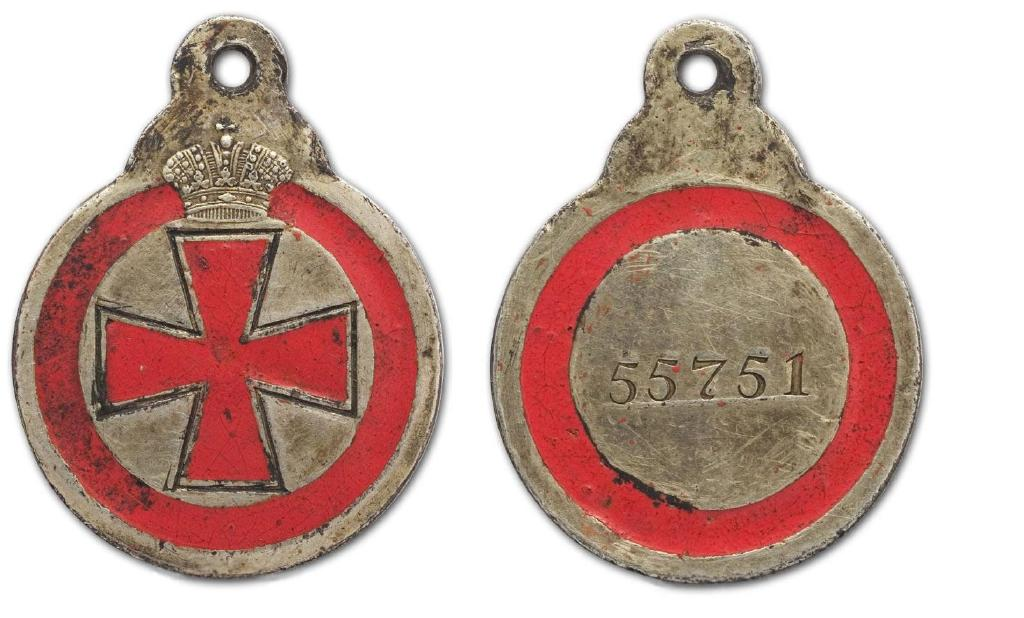
Het ereteken van de heilige Anna, de Ve Klasse van deze orde.
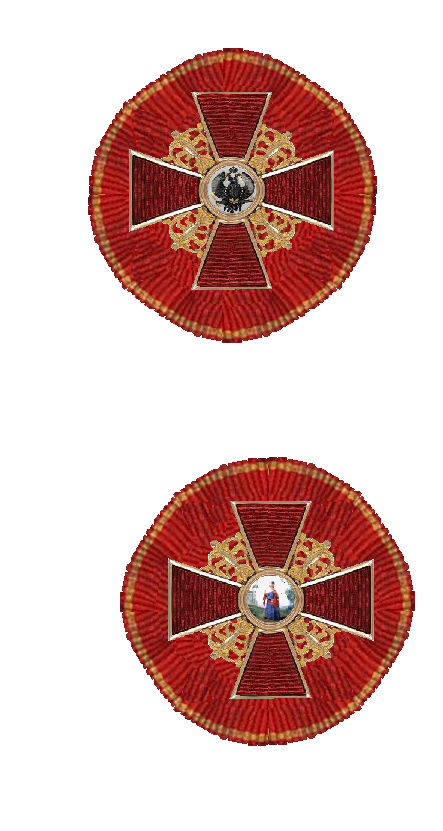
miniaturen of "frachniki" van de Orde van Sint-Anna werden op rokkostuum of geklede jas gedragen.
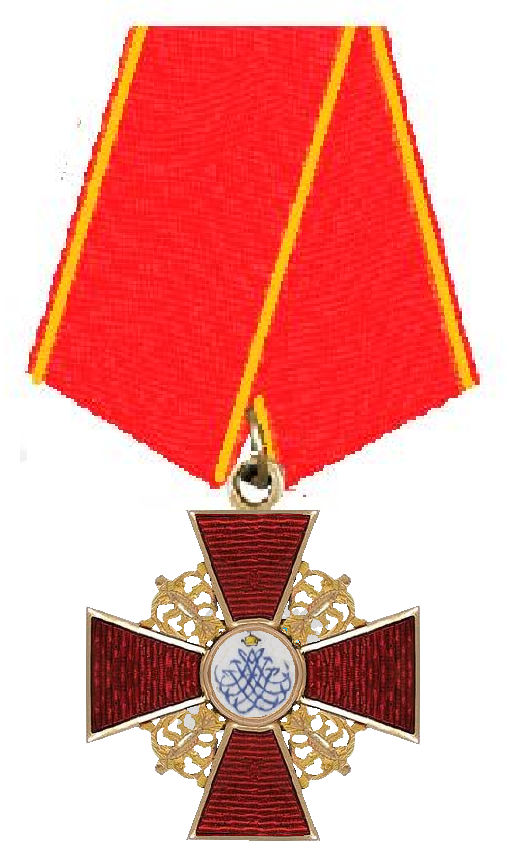
Keerzijde van het Kruis van Sint-Anna
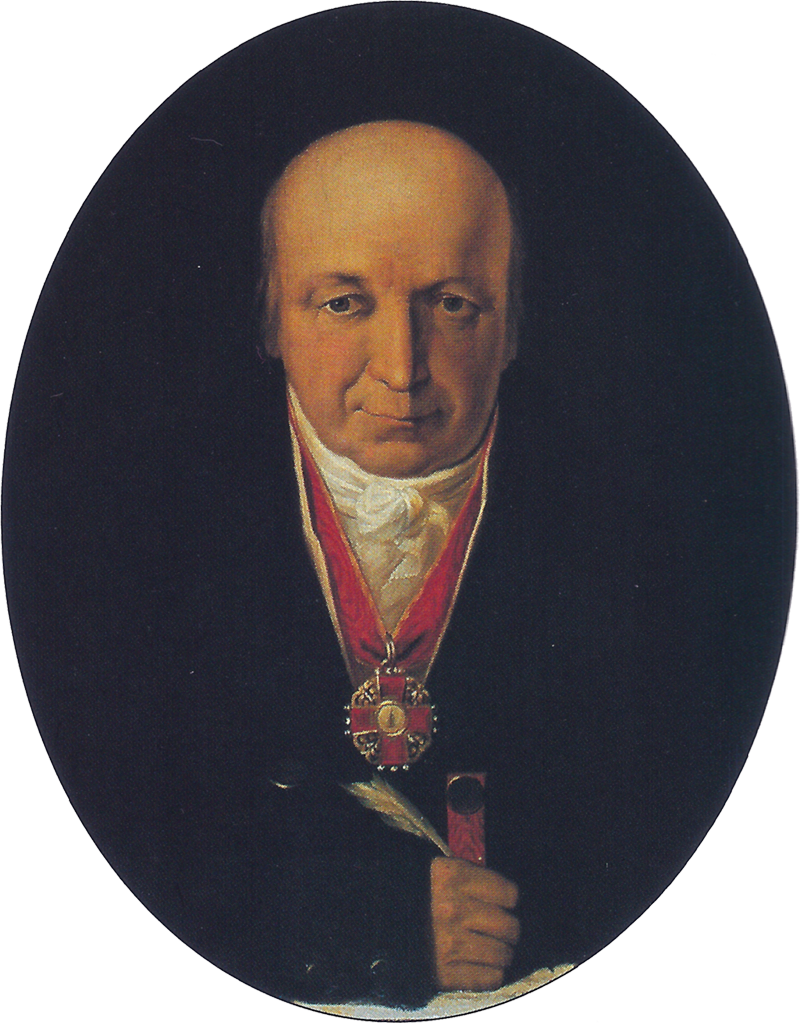
Alexandr Andreyevich Baranov droeg in 1818 een met diamanten versierd kruis om de hals
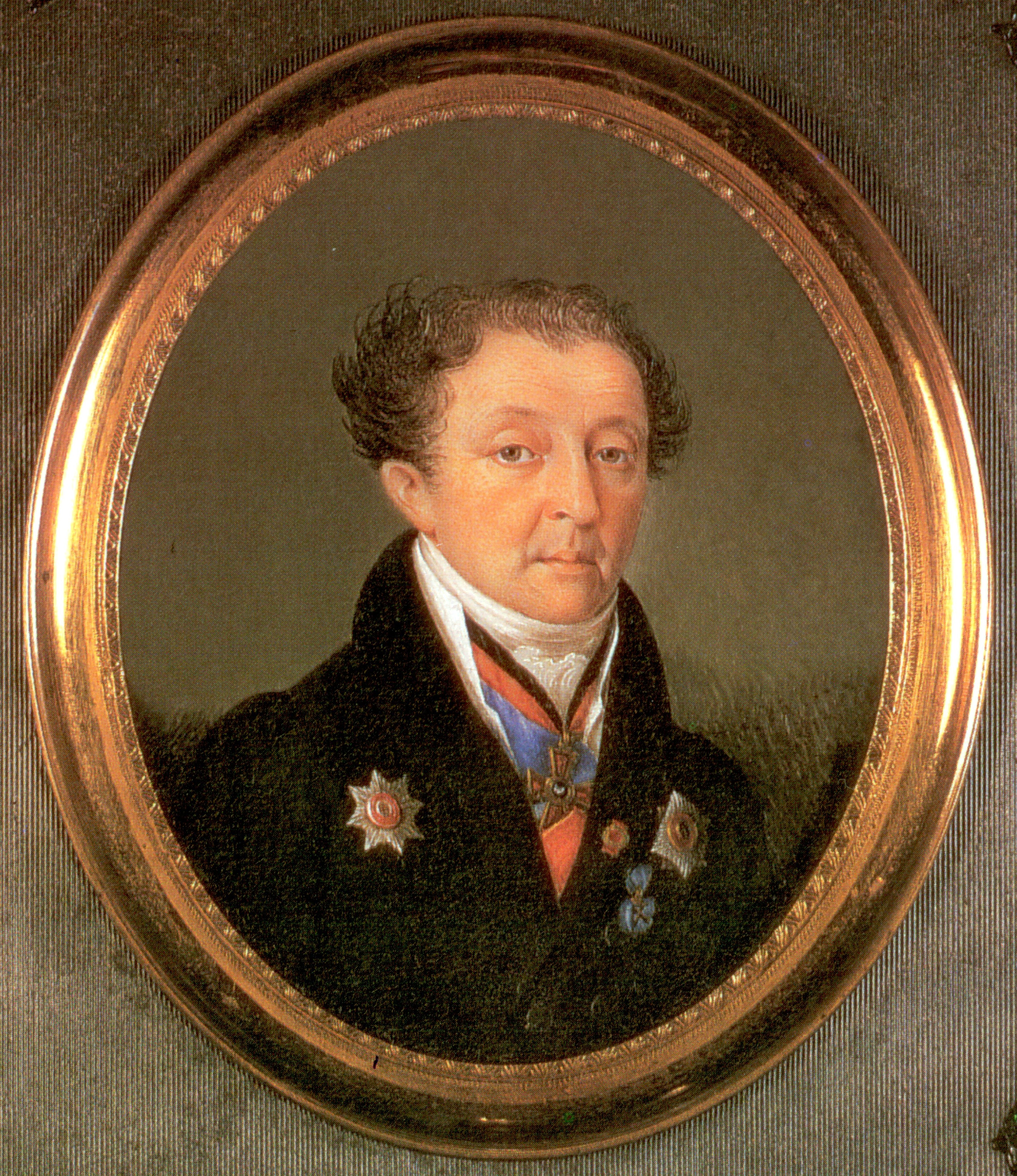
Ivan Alex. Naryshkin droeg ster en grootlint
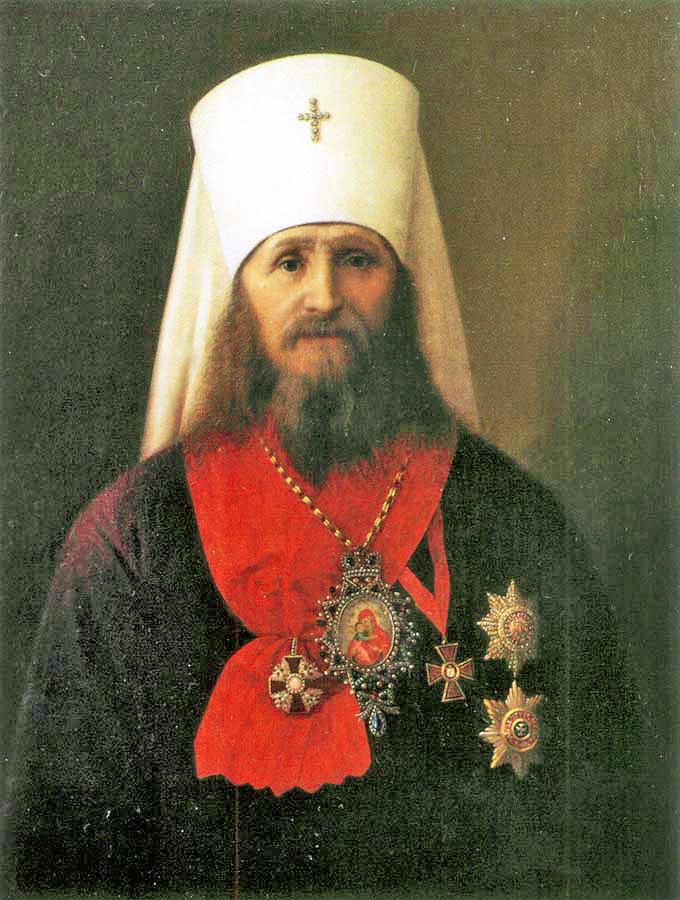
Bisschop Georgi Iwanowitsch Lebedew draagt het grootkruis aan een lint over beide schouders.
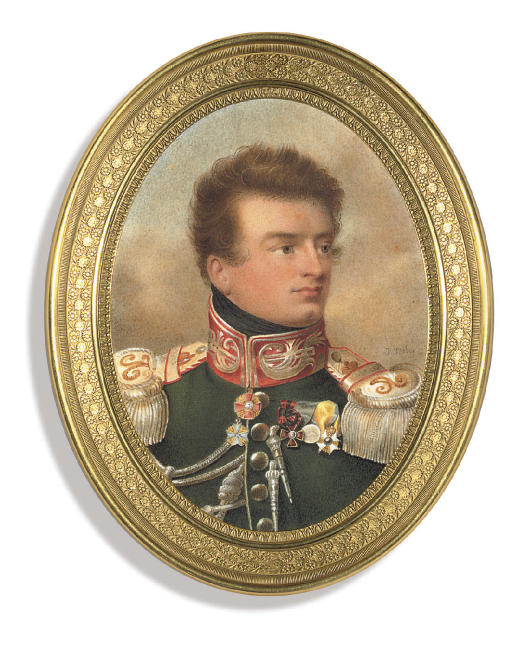
Vasilii Ivanovich Apraksin droeg het commandeurskruis